# Sergestes atlanticus
Sergestes atlanticus is een tienpotigensoort uit de familie van de Sergestidae. De wetenschappelijke naam van de soort is voor het eerst geldig gepubliceerd in 1830 door H. Milne Edwards.